# Hana Ramadan Umar
Hana Ramadan Umar, Hana'a Ramadhan Omar (ur. 3 stycznia 1983) – egipska lekkoatletka specjalizująca się w rzucie oszczepem.
Międzynarodową karierę zaczynała już jako juniorka odpadając w 2000 i 2002 roku w eliminacjach mistrzostw świata juniorów. W 2001 sięgnęła po mistrzostwo Afryki juniorów. Była siódma na igrzyskach afrykańskich w 2003 roku, a w 2007 zwyciężyła w igrzyskach krajów arabskich. W 2008 oraz 2010 stawała na najniższym stopniu podium mistrzostw Afryki. Reprezentowała czarny ląd podczas pucharu interkontynentalnego w Splicie we wrześniu 2010.
Rekord życiowy: 58,16 (4 września 2010, Split) – rezultat ten jest aktualnym rekordem Egiptu.

## Osiągnięcia
| Rok  | Impreza                     | Miejsce     | Pozycja           | Wynik |
| ---- | --------------------------- | ----------- | ----------------- | ----- |
| 2000 | Mistrzostwa świata juniorów | Santiago    | el. – 20. miejsce | 42,14 |
| 2001 | Mistrzostwa Afryki juniorów | Réduit      | 1. miejsce        | 45,30 |
| 2002 | Mistrzostwa świata juniorów | Kingston    | el. – 15. miejsce | 46,19 |
| 2002 | Mistrzostwa Afryki          | Radis       | 5. miejsce        | 49,01 |
| 2003 | Igrzyska afrykańskie        | Abudża      | 7. miejsce        | 47,24 |
| 2006 | Mistrzostwa Afryki          | Bambous     | 5. miejsce        | 49,90 |
| 2007 | Igrzyska krajów arabskich   | Kair        | 1. miejsce        | 48,28 |
| 2008 | Mistrzostwa Afryki          | Addis Abeba | 3. miejsce        | 52,32 |
| 2009 | Igrzyska frankofońskie      | Bejrut      | 2. miejsce        | 55,89 |
| 2010 | Mistrzostwa Afryki          | Nairobi     | 3. miejsce        | 55,14 |
| 2010 | Puchar interkontynentalny   | Split       | 5. miejsce        | 58,16 |
| 2011 | Igrzysk krajów arabskich    | Doha        | 3. miejsce        | 43,72 |